# Pat Gallagher
Pat „the Cope” Gallagher, irl. Pádraig Ó Gallchóir (ur. 10 marca 1948 w Burtonport w hrabstwie Donegal) – irlandzki polityk, minister i wieloletni poseł krajowy, deputowany do Parlamentu Europejskiego.

## Życiorys
Uzyskał licencjat w zakresie handlu na NUI Galway. Od 1970 do 1982 pracował jako eksporter ryb. Od 1979 do 1991 był radnym hrabstwa Donegal, w latach 1985–1986 przewodniczył radzie.
W okresie 1981–1997 zasiadał w Dáil Éireann. Do izby niższej irlandzkiego parlamentu był wybierany także w 2002 i 2007. Wielokrotnie zajmował stanowiska rządowe. Był ministrem stanu ds. morskich (1987–1994), ministrem stanu w departamencie środowiska (2002–2004), później w departamencie komunikacji (do 2006) i transportu (do 2007). Następnie do 2008 sprawował urząd ministra stanu ds. promocji zdrowia i bezpieczeństwa żywności. Odszedł z rządu wraz z premierem Bertie Ahernem.
W latach 1994–2002 przez półtora kadencji z ramienia Fianna Fáil sprawował mandat posła do Parlamentu Europejskiego. Do 1997 był wiceprzewodniczącym Komisji Rybołówstwa. Na skutek wyborów w 2009 powrócił do Europarlamentu, kandydując w okręgu północno-zachodnim. W VII kadencji przystąpił do grupy ALDE, został też ponownie członkiem Komisji Rybołówstwa.
W 2014 nie został ponownie wybrany do PE. W wyniku wyborów w 2016 ponownie natomiast zasiadł w Dáil Éireann. Nie utrzymał mandatu w 2020, powrócił jednak do niższej izby irlandzkiego parlamentu w wyniku wyborów w 2024.